# Serenata n.º 6 (Mozart)
La Serenata para orquesta n.º 6 en re mayor, K. 239, conocida como Serenata notturna, fue escrita por Wolfgang Amadeus Mozart en Salzburgo en el año 1776.

## Estructura
Está escrita para dos pequeñas orquestas, cuatro violines, dos violas, violonchelo, contrabajo y timbales. Consta de tres movimientos:
- I. Marcia (maestoso)
- II. Menuetto
- III. Rondo (Allegretto)